# Ałmaty-1
Ałmaty-1 (kaz. Алматы-1) – stacja kolejowa w Ałmaty, w Kazachstanie. Stacja została zbudowana w 1976 roku. Codziennie obsługuje średnio około 2,5 tysiąca pasażerów.
Zgodnie z projektem budowy metra w Ałmaty, w pobliżu tej stacji będzie zlokalizowana stacja metra "Ałmaty-1".